# Javier Aguirresarobe
Javier Aguirresarobe Zubía (Éibar, 10 de octubre de 1948) es un director de fotografía español.

## Biografía
Obtenida la diplomatura en Óptica, inició estudios de Periodismo. Más tarde ingresó en la Escuela Oficial de Cine, donde coincidió con Imanol Uribe, Ángel Luis Fernández y Julio Madurga, entre otros. Se graduó en 1973.
Su primer largo fue ¿Qué hace una chica como tú en un sitio como este? de Fernando Colomo (1978). En sus inicios trabajó mucho con Imanol Uribe y Montxo Armendáriz, lo que le dio un gran reconocimiento popular en el País Vasco.
Su consagración a nivel nacional vino de la mano de Alejandro Amenábar, con el que colaboró en Los otros y Mar adentro. Con Mar adentro ganadora del Óscar a la mejor película extranjera del 2005, obtuvo su sexto premio Goya como director de fotografía. Su carrera profesional está plagada de múltiples premios. Este año también un vídeo musical recopilatorio de Joaquín Sabina titulado Punto... y seguido

### Proyección internacional
A partir del año 2000 llegó la consagración internacional de Javier Aguirresarobe. Su participación en la película Los otros de Alejandro Amenábar, estrenada en 2001, le valió su cuarto Premio Goya a la mejor dirección de fotografía y la Medalla del Círculo de Escritores Cinematográficos. Más aún, Los otros era una ambiciosa coproducción hispano-estadounidense, producida por Tom Cruise y con la participación de su entonces esposa, Nicole Kidman, una estrella internacional, en el papel protagonista. Esta película dio una proyección internacional notable a Aguirresarobe, que a partir de entonces empezó a compaginar sus trabajos en el cine español con colaboraciones en películas de directores consagrados del panorama internacional.
En 2002 estrenó dos películas en las que había realizado la dirección de fotografía. Deseo de Gerardo Vera y Hable con ella de Pedro Almodóvar. Hable con ella fue su primera y hasta el momento, única colaboración con el director de cine español con mayor proyección internacional, Almodóvar.
En 2006 ha realizado la película Los fantasmas de Goya de Miloš Forman.
En 2007 trabajó con Woody Allen en la película Vicky Cristina Barcelona.

### Carrera en Estados Unidos
Tras haber rodado con Woody Allen, en 2008 Aguirresarobe recibió la llamada del director John Hillcoat, para iluminar una producción americana que iba a ser rodada en Estados Unidos. La película La carretera (película), basada en la novela homónima de Cormac McCarthy galardonada con el premio Pulitzer, ambientada en un futuro postapocalíptico y protagonizada por dos estrellas como Viggo Mortensen y Charlize Theron. La película, estrenada a finales de 2009, le valió a Aguirresarobe una nominación a los Premios BAFTA y el Premio de la Asociación de la Crítica de San Diego. Este trabajo supuso uno de los mayores reconocimientos internacionales de la carrera de Aguirresarobe hasta el momento.
Con 60 años ya cumplidos, Aguirresarobe se trasladó a Los Ángeles y comenzó una nueva etapa de su vida profesional trabajando como director de fotografía en la industria cinematográfica estadounidense.
Aguirresarobe ha trabajado como director de fotografía en la segunda y tercera entregas de la saga vampírica de Crepúsculo: The Twilight Saga: New Moon (2009) y The Twilight Saga: Eclipse (2010), dirigidas respectivamente por Chris Weitz y David Slade. Luna nueva se convirtió en la película más taquillera de la historia en Estados Unidos en el día de su estreno, con 26 millones de espectadores.
En 2011 repitió con Chris Weitz en A Better Life (Una vida mejor), una producción independiente que cosechó excelentes críticas y por la cual, su protagonista Demián Bichir llegó a obtener una nominación al Oscar. En ese mismo año también figuró como director de fotografía de Fright Night (Noche de miedo), una comedia de terror.
En 2012 estrenó otra película en Hollywood, la comedia romántica Eternamente comprometidos Ese año participó también en un documental sobre la pintora y escritora surrealista anglo-mexicana Leonora Carrington.
En 2012 Aguirresarobe rodó por segunda vez en su carrera a las órdenes de Woody Allen, esta vez en Nueva York y San Francisco. La película Blue Jasmine, estrenada en 2013, fue un gran éxito de público y crítica. Obtuvo varias nominaciones a los Oscars y Globos de Oro, y su actriz principal Cate Blanchett, ganó el Oscar, Globo de Oro y BAFTA a la mejor actriz por su papel en esta película. En 2013 Aguirresarobe estrenó también dos películas de carácter más comercial: la comedia Identity Thief y Warm Bodies (película). Esta última fue una comedia romántica de zombies producida por la misma productora que la saga Crepúsculo y obtuvo una buena recepción de crítica y taquilla.
En 2013 Aguirresarobe rodó en México la película La dictadura perfecta (2014). El rodaje de la película tuvo una duración de 10 semanas iniciando el 7 de abril de 2013 en la ciudad de Durango concluyendo en la Ciudad de México en locaciones como la Universidad Nacional y en foros de los Estudios Churubusco. La filmación se llevó a cabo en formato digital 2K, con cámaras Arri Alexa.
A finales de ese mismo año rodó también la versión de la película de terror Poltergeist (2015). El rodaje se inició a principios de septiembre, rodándose escenas interiores en una vieja casa de Toronto. Los exteriores fueron rodados en Hamilton. El rodaje principal comenzó el 23 de septiembre y acabó el 13 de diciembre. La película se rodó en 3D. Por diversos motivos esta película no se comercializó hasta 2015 y no obtuvo demasiado éxito.
En 2014 rodó la película Goosebumps (película) (2015), otra película de terror, que a diferencia de Poltergeist obtuvo una mejor recepción en taquillas y por parte de la crítica. En la segunda mitad del año rodó The Finest Hours (2016), un drama de rescate marino, producido por Disney y rodado en formatos 3D. La película, con un presupuesto de más de 70 millones de dólares, fue incapaz de recuperar en taquilla el dinero invertido.
En 2015 y 2016 Aguirresarobe trabajó como director de fotografía en The Promise (2016), una ambiciosa superproducción que contaba la historia del Genocidio armenio. La película se rodó en otoño de 2015 en Portugal, Malta y España, con post-rodaje realizado en Nueva York en mayo y junio de 2016. La película fue un fracaso de taquilla, con aproximadamente 100 millones de dólares de pérdida.
Desde 2007 es miembro de número de Jakiunde, Academia de las Ciencias, de las Artes y de las Letras del País Vasco.

## Premios y distinciones
Premios Goya
| Categoría        | Año  | Película               | Resultado |
| ---------------- | ---- | ---------------------- | --------- |
| Mejor fotografía | 1987 | El bosque animado      | Nominado  |
| Mejor fotografía | 1991 | Beltenebros            | Ganador   |
| Mejor fotografía | 1993 | La madre muerta        | Nominado  |
| Mejor fotografía | 1994 | Días contados          | Nominado  |
| Mejor fotografía | 1995 | Antártida              | Ganador   |
| Mejor fotografía | 1996 | El perro del hortelano | Ganador   |
| Mejor fotografía | 1998 | La niña de tus ojos    | Nominado  |
| Mejor fotografía | 2001 | Los otros              | Ganador   |
| Mejor fotografía | 2003 | Soldados de Salamina   | Ganador   |
| Mejor fotografía | 2004 | Mar adentro            | Ganador   |
| Mejor fotografía | 2005 | Obaba                  | Nominado  |

Medallas del Círculo de Escritores Cinematográficos
| Categoría        | Año  | Película             | Resultado |
| ---------------- | ---- | -------------------- | --------- |
| Mejor fotografía | 1990 | Beltenebros          | Ganador   |
| Mejor fotografía | 2001 | Los otros            | Ganador   |
| Mejor fotografía | 2002 | Hable con ella       | Nominado  |
| Mejor fotografía | 2003 | Soldados de Salamina | Ganador   |
| Mejor fotografía | 2004 | Mar adentro          | Ganador   |
| Mejor fotografía | 2005 | Obaba                | Nominado  |

Premios BAFTA
| Categoría        | Año  | Película                | Resultado |
| ---------------- | ---- | ----------------------- | --------- |
| Mejor fotografía | 2009 | La carretera (The Road) | Nominado  |

Festival Internacional de Cine de San Sebastián
| Año  | Categoría                                          | Película         | Resultado |
| ---- | -------------------------------------------------- | ---------------- | --------- |
| 1985 | Premio de la Sociedad Fotográfica de San Sebastián | Golfo de Vizcaya | Ganador   |
| 1996 | Premio del jurado a la mejor fotografía            | Bwana            | Ganador   |

Otros
- Premio Nacional de Cinematografía (2004).
- Festival de Cine de Cartagena: Premio a la mejor fotografía por Secretos del corazón (1997).
- Oso de Plata en el Festival Internacional de Cine de Berlín por Beltenebros (1991).